# 検注
検注（けんちゅう）とは、古代後期から中世にかけての日本の荘園公領制で行われた土地調査。
国司や荘園領主が国衙領などの公領や荘園を支配し、年貢・公事・夫役などの租税を収取されるために土地の面積を丈量するとともに田畠や桑漆、山野、在家などの所在状況が確認された。
検注には目的や方法によって立券検注・荘内検注・正検注（大検注）・内検注・居合検注などがあった。

## 概要
国司や荘園領主が公領や荘園を支配し、年貢などの租税を収取されるために土地の面積を丈量するとともに田畠や桑栗漆、山野、在家などの所在状況が確認された。
検注には目的や方法によって立券検注・荘内検注・正検注（大検注）・内検注・居合検注などがあった。
立券検注とは、荘園が成立して朝廷や国司が不輸の権を承認する際に、四至牓示を行って領域を確定させるために行った。
荘内検注とは、立券された荘園の中に立券後に開発された新開分・加納分が含まれていないかを確認し、摘発・徴税を行うものである（新開分・加納分は荘園として承認されていないため）。勿論、荘園側はこうした検注に反発し、別途不入の権を求めるようになる。
正検注または大検注は、荘園における正式な検注で、国司や荘園領主の代替わりや下地中分など荘園を巡る重大な変化が発生した時、または一定の年限ごとに行われた。
居合検注は正検地によって隠田が発覚することや租税が重くなることを恐れる住民が、検注に反発して抵抗することを恐れた領主側が妥協の産物として過去の検注帳の内容をそのまま採用することで実際の検注の代替とすることを指す。
内検注は災害などで耕地が打撃を受けた際に住民側から出された被害状況の確認のための検注である。年貢の減免には内検注の実施が前提とされていた。

## 特徴
中世の検地と類似の目的・手法を取った土地調査である古代の検田・近世の検地との違いは以下の点があげられる。
検田は田籍の他に田図を作成したが、検注は検注帳のみが作成された。また、災害時には国司側から覆損（覆検）と呼ばれる臨時の権利が実施されたが、検注の場合は住民側から内検注を働きかけて実施されない限り、通常の租税が賦課された。
検注で決定された「斗代」と検地で決定された「斗代」の概念は異なり、前者は段あたりの年貢高を指し、後者は段あたりの生産高を指して実際の年貢は生産高から算定された額を徴収した。また、統一された手続・度量衡の下で実施された検地と異なり、検注で実施された土地測量の方法や測量に用いる度量衡は、国や荘園ごとにまちまちで、竿や縄、杖を用いたり、歩幅で測ったり、目算による場合もあった。
公式な検注である正検注の結果確定された年貢などの租税額は豊作・凶作を問わず原則的には定額を徴収された（前述）。領主側にとっては土地支配と租税徴収の強化の好機であり、反対に住民側にとっては隠田の発覚や租税の増徴のきっかけになることへの危機感があったことから様々な駆け引きが展開された。
領主は検注の実務を担当する検注使には必ず領主の側近を任じて領主の利益に相反しないことを誓約書にて誓わせ、現地の荘官を起用することを避けた。検注使は1人ではなく検注に必要な作業にあたる複数人、時には数十人の部下を連れて現地に赴いた。
検注使の活動に馬は欠くことが出来ないものであり、検注帳を別名「馬上帳」とも称し、検注を行うことを「馬の鼻を向ける」とも称した。馬は検注使一行の往復や検注に用いる検地尺（多くは曲尺）・竿・縄・杖などの道具の輸送に使われるとともに、馬背に乗って耕地を高い視点から視察・確認するために用いられていたとみられている。なお、土を弄ること自体が禁忌とされていた土用の検注は避けられる習慣があった。
現地側は荘官以下の代表が検注使を荘園の入口付近で出迎える坂迎え、到着後3日間にわたる三日厨と呼ばれる接待を行い、三日厨の後も荘官や住民は検注使を最大限にもてなすことに努め、これを平厨と称した。検注は通常27日間かけて実施される習慣があった。荘官や住民側は、現地滞在中の検注使一行の活動や飲食・宿泊の面倒を見た他、検注にかかる諸費用一切を負担する必要があった。
ところで、検注が実施され検注帳に記載された数値と現実の数値は時間が経つにつれて差異が生じる場合がある。
例えば、検注後に開発が行われて耕作された土地は大抵の場合は届け出されることなく、隠田のまま置かれてその部分の租税は納められることはなかった。ところが検注によってその事実が摘発されると、隠田は没収されて所有者は追放などの厳罰が課された。しかも、前述のように検注に関わる負担は全てが現地が負ったために、隠田の摘発が無かったとしても住民側の経済的負担は大きかった。このため、隠田の摘発を恐れる住民側は正検注の実施に際して抵抗したり、回避に向けた工作が行われたりした。検注の実施が騒動に発展することは領主側も望んでいなかったことから、双方の間で妥協が行われ、そこに金銭などが介在する場合もあった。それが勘料・伏料と呼ばれていたものである。勘料は領主および検注使に隠田を見逃してもらうために納められるものであったが、正検注を中止して居抜検注に切り替えて貰う（旧来の数値がそのまま引き継がれ、実際の隠田摘発も中止される）場合にも納められ、更には検注に関わる様々な手数料の名目でも納められるようになった。
一方で、災害などで耕地が耕作不可能となった場合でも、正検注で決定された租税額を納めなければならなかったことから、被害を受けた場合には住民側から領主側に臨時の検注実施を申し立てて実際の被害状況を確認して貰った上で年貢の減免を実施してもらう必要があった。これが内検注である。この場合、住民側は四至全般ではなく、被害にあった地域に限定して検注を求めるのが一般的であった（被害のない地域での検注は隠田の摘発などのリスクを伴うため）。荘園公領制が衰退して領主の権力が弱まった室町時代には、被害が軽微な凶作や災害でも租税の減免を意図する住民による内検注を求める動きが盛んに行われた。